# Clásico Mineiro
El Clásico Mineiro (en portugués: Clássico Mineiro), también conocido como Superclásico Mineiro (en portugués: Superclássico Mineiro), es el clásico de fútbol entre los dos clubes más grandes del Estado de Minas Gerais, Brasil: el Clube Atlético Mineiro y el Cruzeiro Esporte Clube. Es considerado uno de los clásicos más importantes y de más fuerte rivalidad del fútbol brasileño.
Este encuentro ya reunió por 10 veces asistencias de público superiores a las 100 mil personas en el Mineirão. Además, es el segundo clásico con mayor promedio de público de la historia del Campeonato Brasileño desde 1971.
Atlético Mineiro y Cruzeiro son los dos únicos equipos que han ganado el doblete nacional en Brasil (título del Brasileirão y de la Copa de Brasil en la misma temporada). Los celestes lo lograron en 2003, mientras que su rival albinegro lo hizo en 2021.

## Historia
El primer clásico de la historia se disputó el 17 de marzo de 1921, cuando Cruzeiro, con el nombre de Palestra Itália, se impuso por 3-0 ante Atlético Mineiro por un partido amistoso. En el segundo encuentro entre ambos, y primero oficial, Atlético derrotó a Palestra por 2-1 el 15 de mayo de 1921, por la primera ronda del Campeonato Mineiro.
Durante la primera mitad del siglo XX, el derbi más importante de Minas Gerais era el choque entre el Atlético Mineiro y el América Mineiro. El "Galo" ganó la Taça Bueno Brandão 1914 y el primer campeonato estatal, en 1915, mientras que el América ganó las diez ediciones siguientes, de 1916 a 1925. Sólo a partir de la década de 1950, la rivalidad entre Atlético y Cruzeiro comenzó a consolidarse como la más fuerte del estado. Esta enemistad se exacerbó por el hecho de que ambos conjuntos se vieron obligados a compartir el Campeonato Mineiro de 1956 y estalló con estruendo en 1965, coincidiendo con la inauguración del grandioso estadio Mineirão.
Desde entonces, los dos equipos rivales ya se han enfrentado en grandes partidos decisivos en el fútbol nacional, siendo 75 partidos por el Campeonato Brasileiro desde 1967, incluyendo dos encuentros por los cuartos de final del campeonato (en 1986 y 1999). Por la Copa de Brasil ya se cruzaron en los cuartos de final en 2019 y en la gran final del torneo en 2014. Atlético y Cruzeiro también ya se enfrentaron por las semifinales da la Copa de Oro Nicolás Leoz en 1993, único partido internacional oficial entre ambos, además de dos semifinales en la Copa Sul-Minas (en 2001 y 2002) y veintiséis finales por el Campeonato Mineiro.

## Estadísticas

### Historial estadístico
En el Clásico Mineiro hay un recuento histórico diferente por parte de los dos clubes. La razón principal es que durante el período inicial de los clásicos, desde 1921 hasta mediados de la década de 1940, no existía la práctica de registrar los datos y resultados de los juegos en un resumen oficial.
- Versión de Cruzeiro:

| Estadísticas          |     |
| Número de partidos    | 510 |
| Victorias de Atlético | 201 |
| Victorias de Cruzeiro | 172 |
| Empates               | 137 |
| Goles de Atlético     | 713 |
| Goles de Cruzeiro     | 646 |

- Versión de Atlético Mineiro:

| Estadísticas          |     |
| Número de partidos    | 528 |
| Victorias de Atlético | 213 |
| Victorias de Cruzeiro | 173 |
| Empates               | 142 |
| Goles de Atlético     | 744 |
| Goles de Cruzeiro     | 657 |

Datos actualizados al último partido jugado el 18 de mayo de 2025.

### Partidos en el Brasileirão
Lista de clásicos por el Campeonato Brasileño Série A:
| #  | Año  | Estadio         | Local            | Resultado | Visitante        | Goles (L)                                                                  | Goles (V)                                      |
| -- | ---- | --------------- | ---------------- | --------- | ---------------- | -------------------------------------------------------------------------- | ---------------------------------------------- |
| 1  | 1967 | Mineirão        | Cruzeiro         | 4-0       | Atlético Mineiro | Evaldo (2), Natal, Wilson Almeida                                          |                                                |
| 2  | 1968 | Mineirão        | Atlético Mineiro | 1-0       | Cruzeiro         | Vaguinho                                                                   |                                                |
| 3  | 1969 | Mineirão        | Cruzeiro         | 2-1       | Atlético Mineiro | Dirceu Lopes (2)                                                           | Oldair                                         |
| 4  | 1970 | Mineirão        | Cruzeiro         | 1-1       | Atlético Mineiro | Tostão                                                                     | Vaguinho                                       |
| 5  | 1970 | Mineirão        | Cruzeiro         | 1-1       | Atlético Mineiro | Tostão                                                                     | Lola                                           |
| 6  | 1971 | Mineirão        | Atlético Mineiro | 1-1       | Cruzeiro         | Oldair                                                                     | João Ribeiro                                   |
| 7  | 1972 | Mineirão        | Cruzeiro         | 0-0       | Atlético Mineiro |                                                                            |                                                |
| 8  | 1973 | Mineirão        | Cruzeiro         | 0-0       | Atlético Mineiro |                                                                            |                                                |
| 9  | 1974 | Mineirão        | Cruzeiro         | 1-2       | Atlético Mineiro | Lima                                                                       | Reinaldo, Totonho                              |
| 10 | 1975 | Mineirão        | Atlético Mineiro | 2-2       | Cruzeiro         | Danival, Paulo Isidoro                                                     | Roberto Batata, Nelinho                        |
| 11 | 1977 | Mineirão        | Atlético Mineiro | 1-0       | Cruzeiro         | Márcio                                                                     |                                                |
| 12 | 1977 | Mineirão        | Atlético Mineiro | 2-1       | Cruzeiro         | Ziza, Reinaldo                                                             | Nelinho                                        |
| 13 | 1978 | Mineirão        | Atlético Mineiro | 0-2       | Cruzeiro         |                                                                            | Joãozinho (2)                                  |
| 14 | 1978 | Mineirão        | Cruzeiro         | 0-0       | Atlético Mineiro |                                                                            |                                                |
| 15 | 1979 | Mineirão        | Cruzeiro         | 1-1       | Atlético Mineiro | Joãozinho                                                                  | Reinaldo                                       |
| 16 | 1979 | Mineirão        | Cruzeiro         | 0-0       | Atlético Mineiro |                                                                            |                                                |
| 17 | 1985 | Mineirão        | Atlético Mineiro | 2-0       | Cruzeiro         | Walter Oliveira, Nelinho                                                   |                                                |
| 18 | 1985 | Mineirão        | Cruzeiro         | 3-2       | Atlético Mineiro | Edu Lima (2), Tostão II                                                    | Éder, Marcus Vinícius                          |
| 19 | 1986 | Mineirão        | Cruzeiro         | 0-0       | Atlético Mineiro |                                                                            |                                                |
| 20 | 1986 | Mineirão        | Atlético Mineiro | 1-1       | Cruzeiro         | Renato                                                                     | Douglas                                        |
| 21 | 1987 | Mineirão        | Atlético Mineiro | 0-0       | Cruzeiro         |                                                                            |                                                |
| 22 | 1988 | Mineirão        | Cruzeiro         | 0-0       | Atlético Mineiro |                                                                            |                                                |
| 23 | 1989 | Mineirão        | Cruzeiro         | 1-0       | Atlético Mineiro | Heider                                                                     |                                                |
| 24 | 1990 | Mineirão        | Atlético Mineiro | 2-0       | Cruzeiro         | Moacir, Gilberto Costa                                                     |                                                |
| 25 | 1991 | Mineirão        | Cruzeiro         | 2-2       | Atlético Mineiro | Heider, Charles                                                            | Sérgio Araújo, Paulão (autogol)                |
| 26 | 1992 | Mineirão        | Atlético Mineiro | 2-0       | Cruzeiro         | Vanderci (autogol), Sérgio Araújo                                          |                                                |
| 27 | 1994 | Mineirão        | Atlético Mineiro | 1-0       | Cruzeiro         | Renaldo                                                                    |                                                |
| 28 | 1994 | Mineirão        | Cruzeiro         | 0-1       | Atlético Mineiro |                                                                            | Reinaldo Rosa                                  |
| 29 | 1995 | Mineirão        | Atlético Mineiro | 2-0       | Cruzeiro         | Cairo, Dinho                                                               |                                                |
| 30 | 1996 | Mineirão        | Cruzeiro         | 2-1       | Atlético Mineiro | Palhinha, Paulinho McLaren                                                 | Renaldo                                        |
| 31 | 1997 | Mineirão        | Atlético Mineiro | 2-1       | Cruzeiro         | Valdir Bigode (2)                                                          | Marcelo Ramos                                  |
| 32 | 1998 | Mineirão        | Atlético Mineiro | 1-1       | Cruzeiro         | Sandro Barbosa                                                             | Valdo                                          |
| 33 | 1999 | Mineirão        | Cruzeiro         | 3-0       | Atlético Mineiro | Alex Alves (2), Geovanni                                                   |                                                |
| 34 | 1999 | Mineirão        | Atlético Mineiro | 4-2       | Cruzeiro         | Guilherme (2), Marques (2)                                                 | Paulo Isidoro II, Muller                       |
| 35 | 1999 | Mineirão        | Cruzeiro         | 2-3       | Atlético Mineiro | Ricardinho, Muller                                                         | Guilherme (2), Adriano                         |
| 36 | 2000 | Mineirão        | Atlético Mineiro | 2-4       | Cruzeiro         | Neguette, Guilherme                                                        | Fábio Júnior (2), Sorín, Oséas                 |
| 37 | 2001 | Mineirão        | Cruzeiro         | 2-2       | Atlético Mineiro | Alex (2)                                                                   | Ramón, Marques                                 |
| 38 | 2002 | Mineirão        | Cruzeiro         | 1-2       | Atlético Mineiro | Luisão                                                                     | Souza, Paulinho                                |
| 39 | 2003 | Mineirão        | Cruzeiro         | 0-0       | Atlético Mineiro |                                                                            |                                                |
| 40 | 2003 | Mineirão        | Atlético Mineiro | 0-1       | Cruzeiro         |                                                                            | Mota                                           |
| 41 | 2004 | Mineirão        | Atlético Mineiro | 2-0       | Cruzeiro         | Alex Mineiro, Quirino                                                      |                                                |
| 42 | 2004 | Mineirão        | Cruzeiro         | 0-3       | Atlético Mineiro |                                                                            | Rodrigo Fabri, Rubens Cardoso, Juninho Arcanjo |
| 43 | 2005 | Mineirão        | Atlético Mineiro | 0-1       | Cruzeiro         |                                                                            | Adriano Gabiru                                 |
| 44 | 2005 | Mineirão        | Cruzeiro         | 2-1       | Atlético Mineiro | Batatais, Fred                                                             | Zé Antônio                                     |
| 45 | 2007 | Mineirão        | Cruzeiro         | 4-2       | Atlético Mineiro | Araújo (2), Guilherme Gusmão, Ramires                                      | Lima, Éder Luis                                |
| 46 | 2007 | Mineirão        | Atlético Mineiro | 3-4       | Cruzeiro         | Gerson, Marinho (2)                                                        | Roni (2), Guilherme Gusmão (2)                 |
| 47 | 2008 | Mineirão        | Cruzeiro         | 2-1       | Atlético Mineiro | Thiago Martinelli, Ramires                                                 | Danilinho                                      |
| 48 | 2008 | Mineirão        | Atlético Mineiro | 0-2       | Cruzeiro         |                                                                            | Jonathan, Guilherme Gusmão                     |
| 49 | 2009 | Mineirão        | Cruzeiro         | 0-3       | Atlético Mineiro |                                                                            | Júnior, Alessandro, Éder Luis                  |
| 50 | 2009 | Mineirão        | Atlético Mineiro | 0-1       | Cruzeiro         |                                                                            | Wellington Paulista                            |
| 51 | 2010 | Arena do Jacaré | Atlético Mineiro | 0-1       | Cruzeiro         |                                                                            | Wellington Paulista                            |
| 52 | 2010 | Parque do Sabiá | Cruzeiro         | 3-4       | Atlético Mineiro | Gilberto, Thiago Ribeiro (2)                                               | Obina (3), Réver                               |
| 53 | 2011 | Arena do Jacaré | Atlético Mineiro | 1-2       | Cruzeiro         | Fillipe Soutto                                                             | Montillo (2)                                   |
| 54 | 2011 | Arena do Jacaré | Cruzeiro         | 6-1       | Atlético Mineiro | Roger, L. Guerreiro, Anselmo Ramón, Fabrício, Wellington Paulista, Éverton | Réver                                          |
| 55 | 2012 | Independência   | Cruzeiro         | 2-2       | Atlético Mineiro | Wallyson, Mateus                                                           | Leonardo Silva, Ronaldinho                     |
| 56 | 2012 | Independência   | Atlético Mineiro | 3-2       | Cruzeiro         | Bernard, Marcelo Oliveira (autogol), Réver                                 | Martinuccio, Éverton                           |
| 57 | 2013 | Mineirão        | Cruzeiro         | 4-1       | Atlético Mineiro | Éverton Ribeiro, Goulart (2), Nilton                                       | Alecsandro                                     |
| 58 | 2013 | Independência   | Atlético Mineiro | 1-0       | Cruzeiro         | Fernandinho                                                                |                                                |
| 59 | 2014 | Independência   | Atlético Mineiro | 2-1       | Cruzeiro         | Marion, André                                                              | Marcelo Moreno                                 |
| 60 | 2014 | Mineirão        | Cruzeiro         | 2-3       | Atlético Mineiro | Goulart, Alisson                                                           | Carlos (2), Diego Tardelli                     |
| 61 | 2015 | Independência   | Atlético Mineiro | 1-3       | Cruzeiro         | Luan                                                                       | Jemerson (autogol), Gabriel Xavier, Marquinhos |
| 62 | 2015 | Mineirão        | Cruzeiro         | 1-1       | Atlético Mineiro | Willian                                                                    | Carlos                                         |
| 63 | 2016 | Independência   | Atlético Mineiro | 2-3       | Cruzeiro         | Rafael Carioca, Fred                                                       | Alisson, Riascos, Bruno Rodrigo                |
| 64 | 2016 | Mineirão        | Cruzeiro         | 1-1       | Atlético Mineiro | Robinho                                                                    | Clayton                                        |
| 65 | 2017 | Independência   | Atlético Mineiro | 3-1       | Cruzeiro         | Cazares, Fred (2)                                                          | Thiago Neves                                   |
| 66 | 2017 | Mineirão        | Cruzeiro         | 1-3       | Atlético Mineiro | Thiago Neves                                                               | Otero, Robinho (2)                             |
| 67 | 2018 | Independência   | Atlético Mineiro | 1-0       | Cruzeiro         | Róger Guedes                                                               |                                                |
| 68 | 2018 | Mineirão        | Cruzeiro         | 0-0       | Atlético Mineiro |                                                                            |                                                |
| 69 | 2019 | Independência   | Atlético Mineiro | 2-0       | Cruzeiro         | Vina, Nathan                                                               |                                                |
| 70 | 2019 | Mineirão        | Cruzeiro         | 0-0       | Atlético Mineiro |                                                                            |                                                |
| 71 | 2023 | Parque do Sabiá | Cruzeiro         | 0-1       | Atlético Mineiro |                                                                            | Hulk                                           |
| 72 | 2023 | Arena MRV       | Atlético Mineiro | 0-1       | Cruzeiro         |                                                                            | Jemerson (autogol)                             |
| 73 | 2024 | Arena MRV       | Atlético Mineiro | 3-0       | Cruzeiro         | Zaracho, Paulinho, Guilherme Arana                                         |                                                |
| 74 | 2024 | Mineirão        | Cruzeiro         | 0-0       | Atlético Mineiro |                                                                            |                                                |
| 75 | 2025 | Mineirão        | Cruzeiro         | 0-0       | Atlético Mineiro |                                                                            |                                                |

Estadísticas
| Atlético Mineiro | 28 |
| Empates          | 24 |
| Cruzeiro         | 23 |
| Total            | 75 |

### Finales
Ambos clubes se han enfrentado para decidir un título un total de treinta y una veces, con un balance de dieciséis títulos para el Cruzeiro, catorce para el Atlético Mineiro y un título compartido, siendo en el Campeonato Mineiro donde se ha repetido más veces el encuentro con veintiséis finales disputadas, con dominio 14-11 a favor de los celestes. La única final a nível nacional entre ambos ocurrió en 2014, por la Copa do Brasil, ganada por los albinegros. Por la extinta Taça Minas Gerais —incluyendo únicamente las ediciones en las que dicha competición era independiente del Campeonato Mineiro— se ha repetido el encuentro en tres finales, con dos victorias del Atlético y una por parte de Cruzeiro. El restante enfrentamiento corresponde a la también extinta Copa dos Campeões Mineiros, favorable a los cruzeirenses.
A continuación se detallan los resultados de dichos partidos desde el primero de ellos producido en 1931, excluyendo decisiones por turnos (fases) del campeonato estatal. La final del Campeonato Mineiro 1956 no está listada porque el título terminó siendo compartido.
| Temporada                      | Campeón          | Resultados                    | Subcampeón       | Sede Final                                                    |
| Copa de Brasil                 | Copa de Brasil   | Copa de Brasil                | Copa de Brasil   |                                                               |
| ------------------------------ | ---------------- | ----------------------------- | ---------------- | ------------------------------------------------------------- |
| 2014                           | Atlético Mineiro | 2 - 0 / 1 - 0                 | Cruzeiro         | Independência / Mineirão                                      |
| Campeonato Mineiro             |                  |                               |                  |                                                               |
| 1931                           | Atlético Mineiro | 2 - 1 / w/o                   | Palestra Itália  | Barro Preto / Lourdes                                         |
| 1940                           | Palestra Itália  | 3 - 1 / 1 - 2 / 2 - 0         | Atlético Mineiro | Lourdes / Barro Preto / Alameda                               |
| 1954                           | Atlético Mineiro | 2 - 0 / 3 - 0 / 1 - 1 / 2 - 0 | Cruzeiro         | Independência / Independência / Independência / Independência |
| 1962                           | Atlético Mineiro | 0 - 1 / 2 - 1 / 2 - 1 (pró)   | Cruzeiro         | Independência / Independência / Independência                 |
| 1967                           | Cruzeiro         | 3 - 1 / 3 - 0                 | Atlético Mineiro | Mineirão / Mineirão                                           |
| 1972                           | Cruzeiro         | 2 - 1 (pró)                   | Atlético Mineiro | Mineirão                                                      |
| 1976                           | Atlético Mineiro | 2 - 0 / 2 - 0                 | Cruzeiro         | Mineirão / Mineirão                                           |
| 1977                           | Cruzeiro         | 0 - 1 / 3 - 2 / 3 - 1 (pró)   | Atlético Mineiro | Mineirão / Mineirão / Mineirão                                |
| 1985                           | Atlético Mineiro | 0 - 0 / 2 - 2 / 1 - 0 (pró)   | Cruzeiro         | Mineirão / Mineirão / Mineirão                                |
| 1987                           | Cruzeiro         | 0 - 0 / 2 - 0                 | Atlético Mineiro | Mineirão / Mineirão                                           |
| 1990                           | Cruzeiro         | 1 - 0                         | Atlético Mineiro | Mineirão                                                      |
| 1998                           | Cruzeiro         | 3 - 2 / 0 - 0                 | Atlético Mineiro | Mineirão / Mineirão                                           |
| 2000                           | Atlético Mineiro | 2 - 1 / 1 - 1                 | Cruzeiro         | Mineirão / Mineirão                                           |
| 2004                           | Cruzeiro         | 3 - 1 / 0 - 1                 | Atlético Mineiro | Mineirão / Mineirão                                           |
| 2007                           | Atlético Mineiro | 4 - 0 / 0 - 2                 | Cruzeiro         | Mineirão / Mineirão                                           |
| 2008                           | Cruzeiro         | 5 - 0 / 1 - 0                 | Atlético Mineiro | Mineirão / Mineirão                                           |
| 2009                           | Cruzeiro         | 5 - 0 / 1 - 1                 | Atlético Mineiro | Mineirão / Mineirão                                           |
| 2011                           | Cruzeiro         | 1 - 2 / 2 - 0                 | Atlético Mineiro | Arena do Jacaré / Arena do Jacaré                             |
| 2013                           | Atlético Mineiro | 3 - 0 / 1 - 2                 | Cruzeiro         | Independência / Mineirão                                      |
| 2014                           | Cruzeiro         | 0 - 0 / 0 - 0                 | Atlético Mineiro | Independência / Mineirão                                      |
| 2017                           | Atlético Mineiro | 0 - 0 / 2 - 1                 | Cruzeiro         | Mineirão / Independência                                      |
| 2018                           | Cruzeiro         | 1 - 3 / 2 - 0                 | Atlético Mineiro | Independência / Mineirão                                      |
| 2019                           | Cruzeiro         | 2 - 1 / 1 - 1                 | Atlético Mineiro | Mineirão / Independência                                      |
| 2022                           | Atlético Mineiro | 3 - 1                         | Cruzeiro         | Mineirão                                                      |
| 2024                           | Atlético Mineiro | 2 - 2 / 3 - 1                 | Cruzeiro         | Arena MRV / Mineirão                                          |
| Copa Minas Gerais              |                  |                               |                  |                                                               |
| 1973                           | Cruzeiro         | 3 - 1                         | Atlético Mineiro | Mineirão                                                      |
| 1975                           | Atlético Mineiro | 2 - 1 / 2 - 1                 | Cruzeiro         | Mineirão / Mineirão                                           |
| 1976                           | Atlético Mineiro | 2 - 1 (pró)                   | Cruzeiro         | Mineirão                                                      |
| Copa de los Campeones Mineiros |                  |                               |                  |                                                               |
| 1999                           | Cruzeiro         | 5 - 1                         | Atlético Mineiro | Mineirão                                                      |

### Máximas Goleadas[14]
| Fecha       | Resultado | Resultado | Resultado | Motivo                    | Estadio         |
| ----------- | --------- | --------- | --------- | ------------------------- | --------------- |
| 27 nov 1927 | Atlético  | 9:2       | Palestra  | Campeonato Mineiro 1927   | Alameda         |
| 21 jun 1936 | Palestra  | 1:6       | Atlético  | Campeonato Mineiro 1936   | Barro Preto     |
| 27 may 1942 | Atlético  | 6:1       | Palestra  | Amistoso                  | Lourdes         |
| 4 dic 2011  | Cruzeiro  | 6:1       | Atlético  | Campeonato Brasileño 2011 | Arena do Jacaré |
| 21 jun 1953 | Atlético  | 5:0       | Cruzeiro  | Campeonato Mineiro 1953   | Lourdes         |
| 27 abr 2008 | Atlético  | 0:5       | Cruzeiro  | Campeonato Mineiro 2008   | Mineirão        |
| 26 abr 2009 | Cruzeiro  | 5:0       | Atlético  | Campeonato Mineiro 2009   | Mineirão        |
| 7 dic 1947  | Atlético  | 6:2       | Cruzeiro  | Amistoso                  | Lourdes         |
| 13 abr 1948 | Cruzeiro  | 1:5       | Atlético  | Torneo amistoso           | Barro Preto     |
| 4 abr 1999  | Atlético  | 1:5       | Cruzeiro  | Copa Centro-Oeste 1999*   | Mineirão        |
| 23 abr 1933 | Atlético  | 4:0       | Palestra  | Amistoso                  | Lourdes         |
| 5 feb 1939  | Palestra  | 4:0       | Atlético  | Amistoso                  | Barro Preto     |
| 25 jun 1952 | Cruzeiro  | 4:0       | Atlético  | Torneo amistoso           | Alameda         |
| 12 oct 1952 | Atlético  | 4:0       | Cruzeiro  | Campeonato Mineiro 1952   | Lourdes         |
| 23 dic 1960 | Atlético  | 4:0       | Cruzeiro  | Torneo amistoso           | Alameda         |
| 5 mar 1967  | Cruzeiro  | 4:0       | Atlético  | Campeonato Brasileño 1967 | Mineirão        |
| 16 oct 1983 | Atlético  | 4:0       | Cruzeiro  | Campeonato Mineiro 1983   | Mineirão        |
| 5 dic 1984  | Cruzeiro  | 4:0       | Atlético  | Campeonato Mineiro 1984   | Mineirão        |
| 29 abr 2007 | Atlético  | 4:0       | Cruzeiro  | Campeonato Mineiro 2007   | Mineirão        |

*Partido que también fue válido, simultáneamente, para la Copa dos Campeões Mineiros 1999.

### Récords
Para las siguientes estadísticas se tienen en cuenta tanto partidos oficiales como amistosos.
- La máxima cantidad de partidos invictos es de Atlético Mineiro: 13, entre 1985 y 1987. Fueron 5 victorias y 8 empates.
- La máxima cantidad de partidos invictos de Cruzeiro fue de 12, entre 2007 y 2009. Fueron 10 victorias y 2 empates.[16]
- El máximo goleador del Clásico Mineiro es Guará, de Atlético Mineiro, con 26 goles. En el siglo XXI, los máximos goleadores de Atlético son Hulk y Diego Tardelli, ambos con 9 anotaciones.
- El máximo goleador de Cruzeiro es Niginho, con 25 goles. En el siglo XXI, sus máximos goleadores son De Arrascaeta, Guilherme y Alex, todos con 6 anotaciones.[17][18]

### Últimos 10 partidos
| Fecha                 | Torneo                                   | Estadio              | Resultado | Resultado | Resultado |
| --------------------- | ---------------------------------------- | -------------------- | --------- | --------- | --------- |
| 3 de junio de 2023    | Brasileirão 2023                         | Parque do Sabiá      | Cruzeiro  | 0-1       | Atlético  |
| 22 de octubre de 2023 | Brasileirão 2023                         | Mineirão             | Atlético  | 0-1       | Cruzeiro  |
| 3 de febrero de 2024  | Campeonato Mineiro 2024                  | Arena MRV            | Atlético  | 0-2       | Cruzeiro  |
| 30 de marzo de 2024   | Campeonato Mineiro 2024 (Final - Ida)    | Arena MRV            | Atlético  | 2-2       | Cruzeiro  |
| 7 de abril de 2024    | Campeonato Mineiro 2024 (Final - Vuelta) | Mineirão             | Cruzeiro  | 1-3       | Atlético  |
| 20 de abril de 2024   | Brasileirão 2024                         | Arena MRV            | Atlético  | 3-0       | Cruzeiro  |
| 10 de agosto de 2024  | Brasileirão 2024                         | Mineirão             | Cruzeiro  | 0-0       | Atlético  |
| 18 de enero de 2025   | FC Series                                | Orlando City Stadium | Atlético  | 0-0       | Cruzeiro  |
| 9 de febrero de 2025  | Campeonato Mineiro 2025                  | Mineirão             | Cruzeiro  | 0-2       | Atlético  |
| 18 de mayo de 2025    | Brasileirão 2025                         | Mineirão             | Cruzeiro  | 0-0       | Atlético  |

## Palmarés

### Comparativa de títulos oficiales
| Competiciónes                   | Atlético Mineiro | Cruzeiro |
| ------------------------------- | ---------------- | -------- |
| Campeonato Brasileño            | 3                | 4        |
| Copa de Brasil                  | 2                | 6        |
| Supercopa de Brasil             | 1                | 0        |
| Copa de Campeones (CBD)         | 1                | 0        |
| Libertadores                    | 1                | 2        |
| Recopa Sudamericana             | 1                | 1        |
| Supercopa Sudamericana          | 0                | 2        |
| Copa Conmebol                   | 2                | 0        |
| Copa Master de Supercopa        | 0                | 1        |
| Copa de Oro                     | 0                | 1        |
| Total                           | 11               | 17       |
| Otras Competiciónes             | Atlético Mineiro | Cruzeiro |
| Campeonato Mineiro              | 50               | 38       |
| Supercampeonato Mineiro         | 0                | 1        |
| Copa Sul-Minas                  | 0                | 2        |
| Copa Centro-Oeste               | 0                | 1        |
| Campeonato Brasileño de Serie B | 1                | 1        |
| Total general                   | 62               | 60       |

Nota: Aunque el Cruzeiro se considera campeón del Campeonato Mineiro 1926, oficialmente el Atlético Mineiro es el único campeón de este año. Eso hace que Cruzeiro tenga oficialmente 38 Campeonatos Mineiros.

### Consagraciones por década
| Década    | Atlético Mineiro | Cruzeiro |
| --------- | ---------------- | -------- |
| 1911-1920 | 1                | 0        |
| 1921-1930 | 2                | 3        |
| 1931-1940 | 6                | 1        |
| 1941-1950 | 6                | 3        |
| 1951-1960 | 6                | 3        |
| 1961-1970 | 3                | 7        |
| 1971-1980 | 6                | 6        |
| 1981-1990 | 7                | 3        |
| 1991-2000 | 6                | 15       |
| 2001-2010 | 3                | 10       |
| 2011-2020 | 8                | 8        |
| 2021-2030 | 8                | 1        |

## Hinchadas
Según una encuesta de Datafolha en 2014, reproducida por Globoesporte.com, los resultados son estos:
- Cruzeiro: 3% o 6,2 millones de seguidores.
- Atlético Mineiro: 2% o 4,1 millones de seguidores.

Fuente: Datafolha
Según una encuesta de IBOPE en 2014, reproducida por Globoesporte.com, los resultados son estos:
- Atlético Mineiro: 3,5% o 7,2 millones de seguidores.
- Cruzeiro: 3,1% o 6,3 millones de seguidores.

Fuente: Ibope
Resultados de la encuesta de AtlasIntel en 2024:
- Cruzeiro: 5,4% de los hinchas brasileños.
- Atlético Mineiro: 4% de los hinchas brasileños.

Fuente: AtlasIntel

## Mayores asistencias de público
| Fecha                   | Partido               | Evento             | Estadio  | Asistencia |
| ----------------------- | --------------------- | ------------------ | -------- | ---------- |
| 4 de mayo de 1969       | Cruzeiro 1:0 Atlético | Campeonato Mineiro | Mineirão | 123.351    |
| 9 de octubre de 1977    | Cruzeiro 3:1 Atlético | Campeonato Mineiro | Mineirão | 122.534    |
| 26 de octubre de 1980   | Atlético 1:0 Cruzeiro | Campeonato Mineiro | Mineirão | 115.983    |
| 8 de noviembre de 1981  | Atlético 1:1 Cruzeiro | Campeonato Mineiro | Mineirão | 112.919    |
| 2 de junio de 1968      | Cruzeiro 2:1 Atlético | Campeonato Mineiro | Mineirão | 110.432    |
| 15 de diciembre de 1974 | Cruzeiro 2:1 Atlético | Campeonato Mineiro | Mineirão | 109.363    |
| 5 de diciembre de 1982  | Cruzeiro 1:2 Atlético | Campeonato Mineiro | Mineirão | 108.935    |
| 2 de agosto de 1970     | Cruzeiro 1:2 Atlético | Campeonato Mineiro | Mineirão | 106.155    |
| 3 de abril de 1977      | Atlético 2:0 Cruzeiro | Campeonato Mineiro | Mineirão | 103.725    |
| 25 de abril de 1976     | Atlético 2:1 Cruzeiro | Taça Minas Gerais  | Mineirão | 101.404    |

Fuente: Cruzeiropédia